# Фрикадельки
Фрикаде́льки — невеликі кульки з меленого м'яса, птиці, дичини чи риби, часто з додаванням вареного рису, гречки, овочів, горіхів, родзинок, сиру, приправ; зварені в бульйоні або додані до супу.
Страва походить із данської кухні.

## Опис
Фрикадельки готують з м'ясного, курячого чи рибного фаршу з додаванням дрібно нарізаних цибулі, зелені та спецій. Іноді для поліпшення консистенції фрикадельок у фарш додають розмочений хліб. Зазвичай фрикадельки мають розмір волоського горіха.

### Відмінності фрикадельок ітефтелів
- У фарш для фрикадельок на відміну від тюфтель додають тільки зелень і прянощі, рідше горіхи. У фарш для тефтелів додають крупи, овочі.
- Тефтелі смажать або тушкують, а фрикадельки варять у бульйоні, окропі чи супі.
- Тефтелі на відміну від фрикадельок та котлет готують або подають у соусі. Така традиція для тюфтелей прийшла від тюркської кухні.

## Національні традиції вживання
Залежно від національних традицій різних країн, фрикадельки та їх аналоги можуть використовуватися у складі як перших, так і других страв.
У данській, німецькій та голландській кулінарії Frikadelle(r) — страва, яка нагадує російські котлети, а саме Frikadelle являє собою коржик з м'ясного фаршу, обсмажену в олії. У той же час страва, аналогічна суповим фрикаделькам, називається в Німеччині Fleischklößchen (м'ясні кліцьки). Разом з тим, фрикадельки по-шведськи є варіантом дрібних котлет, що подаються в смаженому вигляді з традиційним для таких страв картопляним гарніром.
У СРСР фрикадельки набули популярності з кінця 1920-х років завдяки масовому відкриттю у великих містах фабрик-кухонь — великих, механізованих підприємств громадського харчування, в асортимент яких цей різновид м'ясних рубаних напівфабрикатів входив поряд з ромштексами, біточками, зразами та ін., причому перелічені вироби не лише входили в меню їдалень при фабриках-кухнях, а й продавалися на винос у вигляді напівфабрикатів для приготування відповідних страв у домашніх умовах. У післявоєнний час за збереження колишньої мережі фабрик-кухонь подальше нарощування продажів напівфабрикатів здійснювалося через спеціалізовані магазини під назвою «Кулінарія» та відділи з тією самою назвою, що відкривалися при існуючих продовольчих магазинах. Відділи кулінарії були також у ресторанах. Одночасно на м'ясокомбінатах країни було розгорнуто виробництво пельменів і фрикадельок у замороженому вигляді для продажу через м'ясні магазини та відділи, обладнані холодильниками.
Заморожені фрикадельки надавали господаркам максимум зручностей щодо організації домашнього харчування. Однак наявність більшого «аналога» для других страв у вигляді котлет, ромштексів тощо стихійно призвело до зміщення ролі фрикадельок, які в радянській харчовій культурі стали використовуватися не для других, а для перших страв, в ролі м'ясного компонента різноманітних супів. Це зміщення знайшло відображення вже в «Книгу про смачну та здорову їжу», де вказується три варіанти супів з фрикадельками («Бульйон з фрикадельками», с. 106; «М'ясні» фрикадельки в супі» (дитяче харчування), с. 334 та «Фрикадельки м'ясні, парові» (лікувальне харчування), с. 347, але жодного варіанту зі смаженими фрикадельками.

## Суп з фрикадельками
Суп з фрикадельками — це суп, приготований на повільному вогні з фрикадельками та іншими інгредієнтами. Класичний суп з фрикадельками складається з прозорого бульйону, картоплі, фрикадельок та овочів. Також у суп можна додавати гречану крупу, рис, макарони, кукурудзяну або ячневу крупу. Для фаршу використовується яловиче, свиняче, бараняче м'ясо.

## Галерея

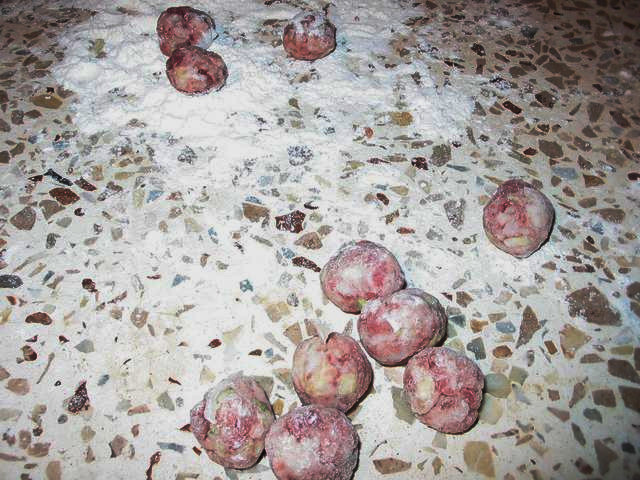
Фрикадельки з м'яса та зелені.

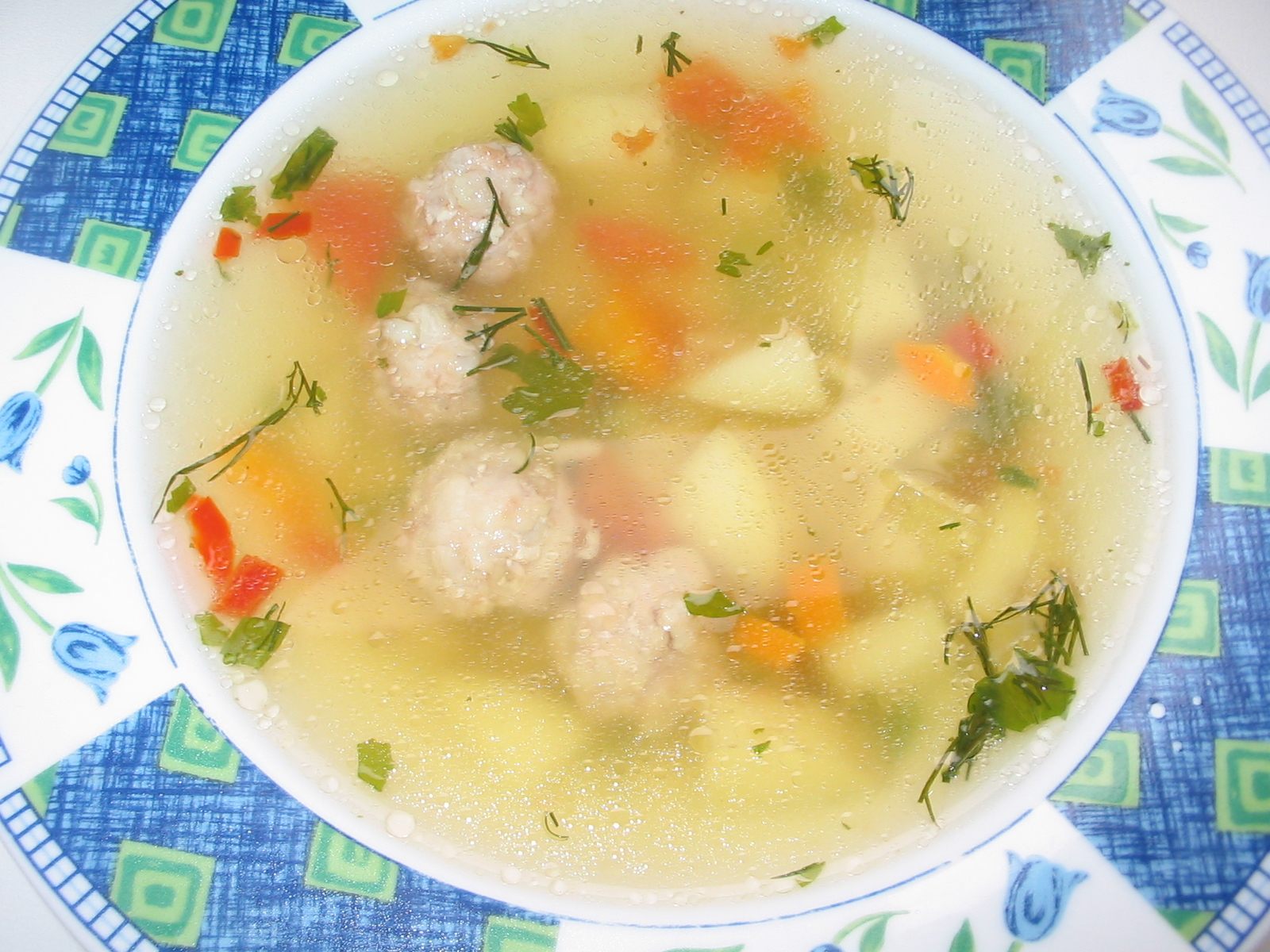
Суп овочевий з м'ясними фрикадельками.

## Див також
- Фрикадельки по-шведськи